# Pierre Santerre
 (août 2025).
 (avril 2025).
La mise en forme du texte ne suit pas les recommandations de Wikipédia : il faut le « wikifier ».
Les points d'amélioration suivants sont les cas les plus fréquents :
- Les titres sont pré-formatés par le logiciel. Ils ne sont ni en capitales, ni en gras.
- Le texte ne doit pas être écrit en capitales (les noms de famille non plus), ni en gras, ni en italique, ni en « petit »…
- Le gras n'est utilisé que pour surligner le titre de l'article dans l'introduction, une seule fois.
- L'italique est rarement utilisé : mots en langue étrangère, titres d'œuvres, noms de bateaux, etc.
- Les citations ne sont pas en italique mais en corps de texte normal. Elles sont entourées par des guillemets français : « et ».
- Les listes à puces sont à éviter, des paragraphes rédigés étant largement préférés. Les tableaux sont à réserver à la présentation de données structurées (résultats, etc.).
- Les appels de note de bas de page (petits chiffres en exposant, introduits par l'outil «  Source ») sont à placer entre la fin de phrase et le point final[comme ça].
- Les liens internes (vers d'autres articles de Wikipédia) sont à choisir avec parcimonie. Créez des liens vers des articles approfondissant le sujet. Les termes génériques sans rapport avec le sujet sont à éviter, ainsi que les répétitions de liens vers un même terme.
- Les liens externes sont à placer uniquement dans une section « Liens externes », à la fin de l'article. Ces liens sont à choisir avec parcimonie suivant les règles définies. Si un lien sert de source à l'article, son insertion dans le texte est à faire par les notes de bas de page.
- La présentation des références doit suivre les conventions bibliographiques. Il est recommandé d'utiliser les modèles {{Ouvrage}}, {{Chapitre}}, {{Article}}, {{Lien web}} et/ou {{Bibliographie}}. Le mode d'édition visuel peut mettre en forme automatiquement les références.
- Insérer une infobox (cadre d'informations à droite) n'est pas obligatoire pour parachever la mise en page.

Pour une aide détaillée, merci de consulter Aide:Wikification.
Si vous pensez que ces points ont été résolus, vous pouvez retirer ce bandeau et améliorer la mise en forme d'un autre article.
Pour les articles homonymes, voir Santerre (homonymie).
Pierre Santerre est un compositeur français du XVIe siècle, mort à Poitiers avant 1567. Il a composé et publié la collection complète des 150 psaumes de David ainsi que quelques chansons polyphoniques.

## Biographie
Il est probablement actif dans le Poitou. Il est repéré en 1555 comme organiste à la cathédrale de Poitiers, dans le contrat de location d’une maison passé le 11 avril de cette année.
Il est mort avant 1567, l'imprimeur de son recueil de psaumes de 1567 indiquant dans la préface que c’est une édition posthume.

## Œuvre

### Psaumes
Les CL psalmes de David, mis en musique à quatre parties par Pierre Santerre, Poictevin; plus le psalme CXIX diversifié de musique par le même autheur, selon la lettre alphabétique. - Poitiers, Nicolas Logerois, 1567, avec privilège du Roy pour cinq ans.
De cette publication faite en parties séparées, on ne connaissait que le cahier de Superius, conservé au XIXe siècle dans une collection privée française. Elle est aujourd’hui introuvable, n'ayant toujours pas reparu dans une collection publique, et est décrite ici d'après les témoignages anciens cités en note. La préface indiquait que « les parties en sont faciles à chanter, estans appropriées sur le chant usité aux Eglises, ayant un chant grave, accomodé aux saincts propos », ce qui signifie qu’il s’agit d’une harmonisation homophonique des mélodies officielles du Psautier de Genève, constitué depuis 1562.
Comme le remarque Pidoux, la présence du ps. 119 « selon la lettre alphabétique » et « diversifié de musique » laisse supposer qu’il s'agit de la traduction par Jean Poitevin des 22 versets de ce psaume, avec une harmonisation différente à chaque verset.
Cette œuvre place Santerre dans la continuité des compositeurs qui ont harmonisé la totalité du Psautier de Genève, tels Claude Goudimel, Claude Le Jeune, Philibert Jambe de fer ou Richard Crassot.

### Chansons

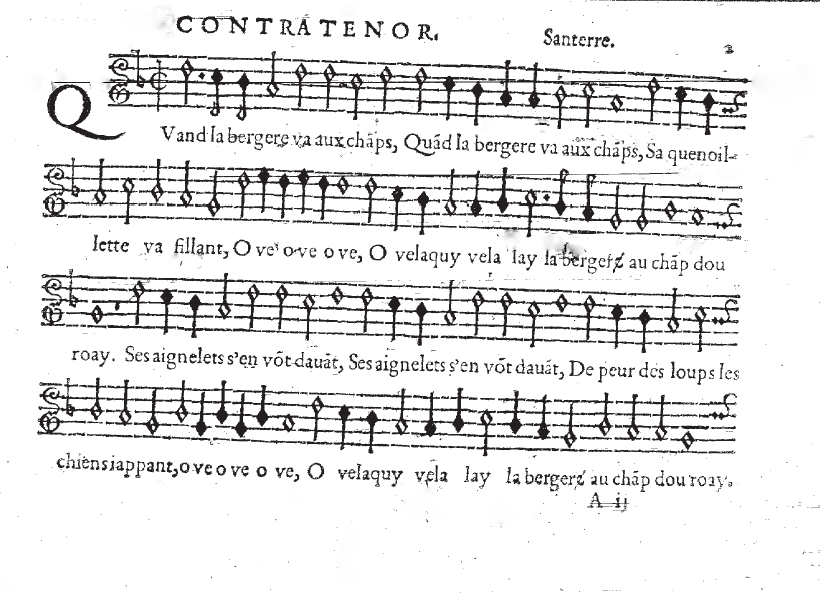
Pierre Santerre, début de la chanson "Quand la bergère va aux champs", 1556.

Pierre Santerre a publié huit chansons polyphoniques à quatre voix, éparpillées dans plusieurs recueils imprimés à Paris entre 1536 et 1557 par Pierre Attaingnant, Nicolas du Chemin ou Adrian Le Roy et Robert Ballard. Deux d'entre elles sont aussi attribuées à Henri Fresneau. Leur composition reflète un style plus chahuté que la « chanson parisienne » classique, avec des rythmes courts qui s’entrechoquent souvent, ainsi que de nombreuses notes répétées. Une d’entre elles, intitulée Le Procès de Tallebot, est écrite en dialecte poitevin.
Elles sont éditées par J. A. Bernstein, Pierre Santerre : The complete chansons, The Sixteenth-century chanson, vol. 22 (1992).